# Banksia grossa
Banksia grossa es una especie de arbusto de la familia de las plantas Proteaceae. Es endémica de la ecorregión del Suroeste de Australia en Australia Occidental. Es una de las catorce especies de banksia de la serie Abietinae que poseen inflorescencias predominantemente cilíndricas u ovaladas. Recolectada en 1965, fue descrita por Alex George en 1981. Sus gruesas hojas y semillas de grandes dimensiones la distinguen de otros miembros de Abietinae y son la base para su denominación.
Se desarrolla sobre arena o en zonas arenosas sobre laterita entre brezales, en la zona entre Eneabba y Badgingarra en Australia Occidental, crece en forma de matorral con numerosos tallos alcanzando una altura de 1 m, cuenta con hojas angostas y ovaladas y penachos de flores pardas que miden unos 10 cm de alto, compuestos de cientos de flores individuales. La floración tiene lugar durante los meses más frescos, entre marzo a septiembre. Los penachos de flores desarrollan folículos leñosos que alojan las semillas. Después de un incendio forestal, Banksia grossa se regenera a partir de su lignotubérculo leñoso. Los incendios también estimulan el desprendimiento de las semillas, que germinan tras la perturbación ecológica. Entre los visitantes (y probablemente polinizadores) de las inflorescencias se encuentran insectos y un mamífero nocturno llamado ratón marsupial de cola blanca.

## Descripción
Banksia grossa se desarrolla como un arbusto espeso. Por lo general mide entre 70 cm a 1 m de alto y ocasionalmente puede alcanzar una altura de 1,5 m. Su tallo crece a partir de un lignotubérculo leñoso. Los tallos jóvenes están recubiertos de pelos lanosos y los tallos más viejos están recubiertos de una corteza escamosa parda. Las hojas algo carnosas asemejan agujas y están sujetas por un peciolo que mide de 3 a 5 mm de largo. Las hojas miden entre 4 y 12 cm de largo, y solamente entre 2 y 3 mm de ancho, pero aun así resultan más gruesas que las de los otros miembros de la serie Abietinae. Los bordes o márgenes de las hojas son rectos sin aserrado y las superficies superiores poseen algunos pelillos espaciados cuando son jóvenes, pero al crecer los pelillos desaparecen. Su período de crecimiento es en primavera y comienzos de verano.
Las flores se desarrollan en un penacho floral típico de Banksia: una inflorescencia formada por cientos de pequeñas flores individuales, densamente agrupadas alrededor de un eje cilíndrico leñoso que lo tapan completamente. En B. grossa, este eje mide de 5 a 7 cm de alto con un diámetro de 0,7 a 0,9 cm. Las florecillas se desarrollan en sentido radial a partir de este eje y la inflorescencia tiene un diámetro total de 8 a 9 cm. Las flores son de un color entre pardo rojizo y marrón dorado, y consisten en un perianto peludo tubular que mide de 3,4 a 4,5 cm de largo que se abre al alcanzar la madurez (antesis) para dejar expuesto el estigma. El estigma es de color entre rojo oscuro y púrpura, mide entre 3,8 y 4,8 cm de largo, se extiende más allá del perianto y se encuentra curvado en su extremo. Los penachos florales crecen a partir de ramificaciones cortas y gruesas que parten de tallos más grandes, aunque algunos penachos florales se encuentran ubicados en los extremos de las ramas y se exhiben prominentemente en el follaje.
La floración ocurre entre marzo y septiembre, aunque han sido documentadas floraciones a principios de diciembre. La flor tarda de cinco a ocho semanas en desarrollarse a partir de la yema hasta su floración final. Unas tres semanas antes de que las flores se abran, desarrollan un fuerte aroma a almizcle. La apertura de las flores tiene lugar de forma secuencial, comenzando en la base de la inflorescencia y avanzando hacia arriba durante un período de unas dos semanas. Al alcanzar la antesis las flores producen grandes cantidades de néctar. De hecho algunas flores producen tanto que gotea sobre el suelo. Tras la floración, las florecillas viejas se marchitan y se enrollan sobre el penacho, dándole un aspecto peludo. La fecundación da lugar a una infrutescencia, de forma más o menos elipsoidal, que mide de 6 a 10 cm de alto y de 4 a 8 cm de ancho. En cada penacho se desarrollan hasta 25 folículos elípticos lisos, conteniendo cada uno hasta dos grandes semillas aladas en forma de cuña. Un estudio de campo determinó que, en promedio, se forman unos ocho folículos por cada cono fértil. Inicialmente recubiertos de un fino pelillo, miden de 2 a 4.5 cm de largo, 1–1.8 cm de alto y sobresalen de 1 a 1.8 cm. El pelillo se elimina al tacto y quedan suaves, y por lo general permanecen cerrados hasta que los abre el fuego.
Las semillas de Banksia grossa son las  semillas más grandes de todas las especies de la serie Abietinae. Miden de 2.8 a 3.9 cm de largo, están formadas por un cuerpo en forma de cuña que mide 1.4 a 1.8 cm de largo por 0.4 a 0.9 cm de ancho, y su ala mide de 2.7 a 3.3 cm de ancho. El separador leñoso tiene la misma forma que la semilla. Los cotiledones de color verde brillante son obovados y pueden ser tanto convexos como cóncavos, midiendo de 1.6 a 2.2 cm de largo por 0.9 a 1.2 cm de ancho. Los mismos están fijados a un grueso tallo, denominado hipocótilo, que es de color rojizo y se encuentra recubierto de pelos cortos. Las aurículas de los cotiledones miden 2 mm de largo. Las hojas de los plantines exceden en 0.6 a 0.8 cm a los cotiledones y se encuentran ordenadas de manera opuesta. Miden de 1.4 a 1.6 cm de largo con márgenes curvos y están recubiertas de un pelillo blanco. El tallo es rojizo. Los pares de hojas subsiguientes son sucesivamente más largas.

## Taxonomía
La primera recolección de un espécimen de la que se tenga noticia de B. grossa la realizó el botánico Fred W. Humphreys en 1965. Alex George se sorprendió que no hubiera sido recolectado por visitantes anteriores de la zona, especulando que "tal vez no le prestaron atención a causa de su similitud con  B. leptophylla y B. sphaerocarpa." George describió formalmente a la especie en 1981 en la monografía "El género Banksia L.f. (Proteaceae)", basado en un espécimen que recolectó en la Autopista Brand, a  76 km al norte de Regans Ford, en mayo de 1969. La colocó en el subgénero Banksia a causa de su inflorescencia en forma de penacho; sección Oncostylis debido a sus estigmas en forma de gancho; y la serie resucitada Abietinae, la cual hizo que solo alojara a las especies con frutos redondos. Fue colocado en el orden filético entre B. micrantha y B. leptophylla. El epíteto específico proviene del Latín grossus ("grueso") y hace referencia  a las hojas, flores y fruto, todos los cuales George hizo notar eran más grandes que los de otros miembros de B. ser. Abietinae.